# Wojciech Kozak (ur. 1958)
Wojciech Kozak (ur. 27 maja 1958 w Krakowie) – polski polityk, działacz samorządowy i spółdzielczy, członek zarządu województwa małopolskiego III kadencji, następnie wicemarszałek województwa małopolskiego IV i V kadencji.

## Życiorys
Absolwent Wydziału Mechanicznego Politechniki Krakowskiej. Ukończył także studia podyplomowe w Wyższej Szkole Ekonomii i Informatyki w Krakowie. Od 1986 pracował jako dyrektor w przedsiębiorstwie handlowym, od 1991 związany ze spółdzielczością. Był prezesem zarządu Rejonowej Spółdzielni Ogrodniczo-Pszczelarskiej w Brzesku oraz Powszechnej Spółdzielni Spożywców w Wieliczce. W 2002 został wicedyrektorem w Małopolskim Wojewódzkim Inspektoracie Inspekcji Handlowej.
Działacz Polskiego Stronnictwa Ludowego. W 2002 i w 2006 wybierany na radnego powiatu wielickiego, pełnił funkcję wiceprzewodniczącego rady powiatu. W latach 2006–2010 zajmował stanowisko członka zarządu województwa III kadencji. W 2010 wybrany do sejmiku małopolskiego, objął urząd wicemarszałka. Mandat radnego i funkcję wicemarszałka utrzymał również na kolejną kadencję w 2014. W wyniku wyborów w 2018 pozostał radnym sejmiku małopolskiego. W lutym 2024 został dyrektorem Regionalnego Zarządu Gospodarki Wodnej w Krakowie i zrezygnował z mandatu radnego.
Z ramienia PSL kandydował ponadto w 2007, 2011 i 2015 do Sejmu, w 2009 i 2014 do Parlamentu Europejskiego, a w 2019 ubiegał się o mandat senatora X kadencji. Z listy współtworzonej przez ludowców Trzeciej Drogi także bez powodzenia startował w 2023 na posła, a w 2024 na radnego sejmiku.